# Kościół Podwyższenia Krzyża Świętego w Górsku
Kościół Podwyższenia Krzyża Świętego w Górsku – świątynia rzymskokatolicka należąca do parafii Podwyższenia Krzyża Świętego w Górsku. Pierwotnie była kościołem ewangelickim. Znajduje się w rejestrze zabytków.

## Historia
Świątynię wzniesiono w 1613 jako kościół ewangelicki. Został zrujnowany w okresie potopu szwedzkiego (1655-1660). Odbudowano go w latach 1660-1674. Renowacji poddano go w 1927. W okresie II Rzeczypospolitej należał do parafii wchodzącej w skład superintendentury (diecezji) Toruń Ewangelickiego Kościoła Unijnego. Po II wojnie światowej świątynia została przejęta przez Kościół katolicki.

## Architektura i wyposażenie
Jest to budowla wczesnobarokowa wzniesiona z cegły na planie prostokąta, salowa, orientowana.
W obiekcie zachowały się następujące zabytki:
- chrzcielnica z ok. 1230,
- kielich z 1600,
- ambona z 1608,
- polichromia z ośmioma malowidłami na stropie z 1694,
- chór i organy z 1700,
- lichtarz paschalny z 1717
- ołtarz główny z 1727[2].